# Feinpolierer
Der Feinpolierer ist in Deutschland ein staatlich anerkannter Ausbildungsberuf nach Berufsbildungsgesetz (BBiG). 

## Ausbildungsdauer und Struktur
Die Ausbildungsdauer zum Feinpolierer beträgt in der Regel drei Jahre. Die Ausbildung erfolgt an den Lernorten Betrieb und Berufsschule.
Der Beruf existiert bereits vor dem Inkrafttreten des Berufbildungsgesetzes. Er wurde im Jahr 1937 anerkannt. Diese Berufe gelten nach § 108 Abs. 1 BBiG als Ausbildungsberufe im Sinne des § 25 BBiG, bis eine reguläre Ausbildungsordnung geschaffen wird.

## Arbeitsgebiet
Feinpolierer arbeiten hauptsächlich bei Herstellern von Schmuck, aber auch bei Juwelieren oder Silber- und Goldschmieden. Sie bringen dort metallene Oberflächen zum Glänzen, etwa Armbanduhren, Armbänder oder Ringe. Diese Arbeit können sie auch in der feinoptischen oder feinmechanischen Industrie ausüben. Sie nutzen Schleifmittel und -bürsten, verwenden Polierschleifen und können verschiedene chemische Metallbearbeitungsverfahren (Galvanisieren, Brünieren etc.) einsetzen.

## Berufsschule
In Deutschland existiert für diesen Beruf eine Berufsschule, die Goldschmiedeschule mit Uhrmacherschule Pforzheim.

## Entwicklung
Die Ausbildungsvorschriften für den Beruf aus dem Jahr 1937 sind veraltet. Es fehlt eine Ausbildungsordnung mit detaillierten Inhalten sowie modernen Prüfungsanforderungen. Das Bundesinstitut für Berufsbildung (BiBB) hat daher im Jahr 2008 und 2009 diesen und weitere Berufe vor dem Inkrafttreten des Berufsbildungsgesetzes untersucht.
Das BiBB kommt in seiner Untersuchung zu dem Schluss, dass der Feinpolierer überarbeitet und mit aktuellen Inhalten und Prüfungsanforderungen ausgestaltet werden sollte. Aus Sicht des BiBB wird der Beruf vor allen Dingen in der hochpreisigen Schmuckindustrie nach wie vor benötigt, ebenso in spezialisierten Metall be- und verarbeitenden Betrieben.
Eine Zusammenführung des Feinpolierers mit anderen Ausbildungsberufen, beispielsweise mit dem Werkgehilfen Schmuckwarenindustrie, Taschen- und Armbanduhren oder dem Metallschleifer wird als nicht zielführend gesehen.